# Étienne Jacques Joseph Alexandre Macdonald
Étienne Jacques Joseph Alexandre Macdonald (Sedan, 17 novembre 1765 – Courcelles, 25 settembre 1840) è stato un generale francese, Maresciallo dell'Impero e Duca di Taranto.
Sinceramente repubblicano, si distinse nelle guerre rivoluzionarie francesi, combattendo con valore e abilità, nei Paesi Bassi, sul Reno e in Italia; messo da parte da Napoleone Bonaparte per la sua opposizione alla dittatura, venne richiamato dall'imperatore nel 1809 e, nominato maresciallo per aver contribuito in modo decisivo alla vittoria di Wagram, partecipò con un ruolo importante alle ultime campagne delle guerre napoleoniche.

## Biografia
Nacque da famiglia di origine scozzese originaria dell'isola di South Uist nelle Ebridi. Il padre, Neil MacEachen (in seguito Macdonald) di Howbeg, protesse la fuga in Francia del principe Carlo Edoardo Stuart e si stabilì a Sancerre.

## Carriera militare
Étienne Jacques nel 1784 prestò servizio come sottotenente nel reggimento irlandese di Dillon nei Paesi Bassi. Combatté nella battaglia di Jemappes in Belgio (27 ottobre 1792) dove venne nominato colonnello dell'antico reggimento di Piccardia e si guadagnò l'anno successivo il grado di generale.

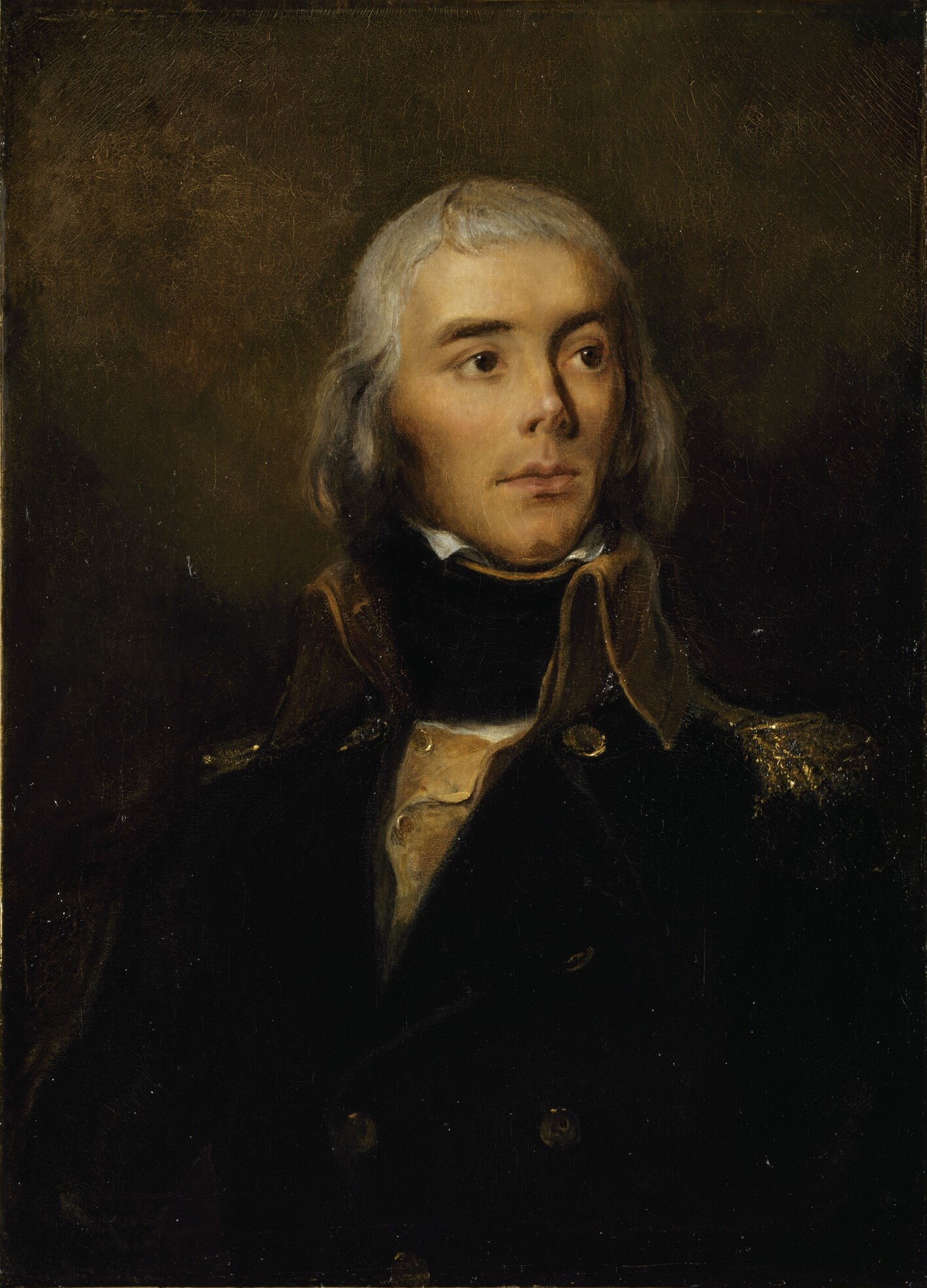
Étienne Macdonald nel periodo delle guerre rivoluzionarie.

Il 23 gennaio 1795, al seguito dell'Armata del Nord comandata dal generale Pichegru, inseguì gli inglesi del duca di York sui fiumi gelati e catturò la flotta olandese bloccata dal ghiaccio a Den Helder (di fronte all'isola di Texel). Dopo aver servito nell'armata del Reno nel 1796 fu trasferito nell'Armata d'Italia nel 1798 e quindi alla Armata di Roma come luogotenente del generale Jean Étienne Championnet.
Durante la guerra contro il Regno di Napoli, il generale Macdonald, a cui era stato affidato il comando del settore centrale dello schieramento francese, sbaragliò con soli 8.000 soldati l'esercito principale borbonico di 40.000 uomini, guidato dal generale Karl Mack, vincendo il 5 dicembre 1798 la battaglia di Civita Castellana, mentre il 9 dicembre accerchiò e distrusse a Calvi dell'Umbria il corpo di truppe del generale Metsch. Entrato insieme al generale Championnet a Napoli nel gennaio 1799, poco dopo prese il comando dell'Armata di Napoli sostituendo il generale in capo richiamato a Parigi per contrasti con il Direttorio.
Costretto ad abbandonare la Repubblica Partenopea e a risalire con la sua armata la penisola per portare aiuto all'Armata d'Italia in grave difficoltà contro gli eserciti austro-russi della seconda coalizione, vinse la battaglia di Modena del 12 giugno e fu sconfitto nella battaglia sulla Trebbia (del 19 giugno successivo), per opera del generale Suvorov (coadiuvato dal generale austriaco Michael von Melas). Assecondò Napoleone nel colpo di Stato del 18 brumaio.
Partecipò alla battaglia di Marengo e alla campagna del Grigioni, distinguendosi contro l'armata austriaca che, attraversando il passo dello Spluga, aveva già aggirato e messa in difficile posizione quando fu firmato l'armistizio di Treviso.
Fu inviato da Napoleone in Danimarca come ministro plenipotenziario fino al 1803, quando fu insignito della stella di grande ufficiale della Legion d'onore.
A seguito dell'arresto del generale Moreau (15 febbraio 1804) cadde in disgrazia per averlo difeso e ottenne nuovamente il comando di una divisione (in Italia) solo nel 1809.
Il Principe Eugenio lo nominò comandante dell'ala destra dell'esercito e si distinse nella capitolazione di Laybach.
Nella battaglia di Wagram (6 luglio 1809) si guadagnò il titolo di Maresciallo dell'Impero. Nel dicembre dello stesso anno fu creato duca di Taranto e poco dopo gli fu affidato il VII Corpo d'armata in Spagna.
Partecipò alla campagna di Russia al comando del X Corpo d'armata, un corpo eterogeneo costituito da soldati polacchi, vestfalici, bavaresi e prussiani. Combatté valorosamente nelle battaglie di Lützen (2 maggio 1813) contro il generale von Blücher, di Bautzen (21 maggio 1813) e di Lipsia (16-18 ottobre 1813), poco prima della quale (26 agosto) fu sconfitto dallo stesso Blücher nei pressi del fiume Katzbach.
Durante la campagna di difesa della Francia comandò l'ala sinistra dell'armata francese, rimanendo fino all'ultimo fedele a Napoleone; tuttavia quando comprese che le sorti del trono imperiale erano ormai irrevocabilmente segnate, fu tra i più convinti a consigliare l'abdicazione di Napoleone a Fontainebleau (6 aprile 1814). Con Ney e Caulaincourt fu latore della proposta di abdicazione presso gli Alleati a Parigi. Dopo l'abdicazione di Napoleone Bonaparte accettò (4 giugno 1814) di servire nell'esercito regio. Nella notte fra il 19 e il 20 marzo 1815 partì da Parigi con Luigi XVIII e dopo averlo accompagnato a Menen tornò a Parigi rifiutando qualsiasi incarico da Napoleone arruolandosi come semplice granatiere nella Guardia nazionale.
Nominato pari di Francia da Luigi XVIII, sostenne la Restaurazione e fu alla testa dell'armata di Gand.
Dopo Waterloo, al ritorno del Borbone, fu incaricato di liquidare l'Armata della Loira e nel 1816 fu ammesso nel consiglio privato del re e nominato Gran Cancelliere della Legion d'Onore, carica che conservò fino alla rivoluzione del 1830.
Nel 1818 divenne cavaliere del Santo Spirito e ricevette la croce di San Luigi. Successivamente fu nominato generale della guardia regia e presidente del collegio elettorale del Rodano.
Dopo la rivoluzione del 1830 si dimise dalla carica di gran cancelliere della Legion d'Onore e si ritirò nel suo castello di Courcelles.
Massone, è stato Gran Maestro del Grande Oriente di Francia dal 1821 al 1833.
Sposò nel 1801 Zefirina di Montholon, figlia adottiva di Charles-Louis Huguet de Sémonville e vedova del generale Joubert. Morì a Courcelles a 74 anni di età lasciando un figlio quindicenne. Nelle sue memorie Napoleone lo definì: Uomo di grande lealtà.

## Stemma
|  |

|  |